# Jozef Coppens (politicus)
Jozef Coppens (ca 1945) is een Belgisch voormalig politicus voor CD&V.

## Levensloop
Hij werd in 1970 schepen en in 1972  burgemeester van Poppel. Na de fusie van Belgische gemeenten van 1977, waarbij Poppel een deelgemeente werd van Ravels, werd hij schepen, een functie die hij uitoefende tot 2012, na 42 jaar ononderbroken lid te zijn geweest van het schepencollege.
In 2002 eiste de gemeentesecretaris van Ravels het ontslag van Coppens omdat hij het gerucht had verspreid dat de secretaris een seksuele relatie had met een van zijn medewerkers. Coppens erkende dat hij de roddel lanceerde, maar deed dit af als een plagerij. De gemeenteraad diende klacht in bij toenmalig gouverneur Camille Paulus, die uiteindelijk geen sanctie oplegde zodat Coppens kon aanblijven.
In 2007 luidde Coppens de alarmbel omdat er, omwille van het belastingvoordeel, zoveel Nederlanders in Poppel kwamen wonen, dat er in deze deelgemeente uiteindelijk meer Nederlanders woonden dan Belgen, wat ertoe leidde dat die laatsten financieel werden weggedrukt uit hun eigen gemeente.
In 2013 werd Coppens benoemd tot ereschepen van Ravels.